# Verwaltungsgemeinschaft Obere Saale
Die Verwaltungsgemeinschaft Obere Saale lag im thüringischen Landkreis Saalfeld-Rudolstadt. In ihr waren die Stadt Leutenberg und zehn Gemeinden zur Erledigung ihrer Verwaltungsgeschäfte zusammengeschlossen. Verwaltungssitz war in der Stadt Leutenberg.

## Die Gemeinden
- Altenbeuthen
- Dorfilm
- Drognitz
- Hirzbach
- Landsendorf
- Leutenberg, Stadt
- Munschwitz
- Neuenbeuthen
- Reitzengeschwenda
- Schweinbach
- Steinsdorf

## Geschichte
Die Verwaltungsgemeinschaft wurde am 11. Januar 1992 gegründet. Zum 1. Januar 1997 erfolgte die Auflösung, bei der sich Drognitz, Neuenbeuthen und Reitzengeschwenda zur neuen Gemeinde Drognitz zusammenschlossen, Kaulsdorf zur erfüllenden Gemeinde für Drognitz und Altenbeuthen wurde und sich alle übrigen Gemeinden zur neuen Stadt Leutenberg zusammenschlossen.